# Christmas crackers

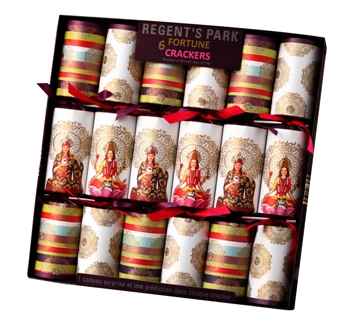
Christmas Crackers Regent's Park

Les Christmas crackers font partie d’une tradition de Noël d'origine britannique. 
Il s’agit de petites papillotes cartonnées arborant des couleurs et motifs de Noël. Présents dans les assiettes de chaque convive, ils contiennent un petit chapeau en papier de Noël, une blague ou une devinette, ainsi qu’un petit cadeau. Une fois à table, chaque convive ouvre son cracker comme il le souhaite. Mais en général, il faut être deux pour jouer : chacun prend une extrémité et tire. La personne qui a le plus gros morceau gagne le(s) cadeau(x).

## Historique
Créé en 1847 par Thomas J. Smith, cette invention avait pour but de vendre les friandises de ce dernier en les insérant dans des papillotes en forme de tubes. Cet objet est depuis entré dans la tradition anglaise et a évolué pour devenir aujourd'hui un objet indispensable aux repas de Noël.